# Sant Simó de Fontscaldes
Sant Simó és l'església del poble de Fontscaldes, al municipi de Valls (Alt Camp), protegida com a bé cultural d'interès local.

## Descripció
Edifici d'una nau amb contraforts, entre els quals hi ha diverses capelles laterals. La capçalera és lleugerament poligonal. El campanar, de maó, s'eleva als peus de l'església, a la part esquerra, i és de base quadrada amb dos cossos vuitavats acabats en coberta piramidal. La façana té una porta d'arc ogival, envoltada per grans carreus i coronada per una cornisa que ressegueix l'arc, i damunt la qual hi ha una creu. En la part superior hi ha un rosetó, remarcat per una motllura decorativa d'arc apuntat. La coberta de l'edifici és a dues vessants, i el material emprat és la pedra. L'obra correspon a un gòtic tardà amb elements barrocs.
Està dedicada a sant Simó apòstol, a qui se li encomana protecció davant de malalties i tempestats. Al voltant de la seva festa (28 d'octubre) es fa la Festa Major del poble.